# فيكتور ألدانا
فيكتور ألدانا مايستري (من مواليد 9 يونيو 1981، بطليوس، إسبانيا) هو لاعب كرة قدم إسباني حاصل على الجنسية الرومانية ، يلعب في نادي ساجياتا ستيجارو الروماني.

## وصلات خارجية
- فيكتور ألدانا على موقع Soccerway.com (الإنجليزية)

- Profile at cfrtimisoara.ro